# Таращанська сільська рада
Таращанська сільська рада — колишня адміністративно-територіальна одиниця та орган місцевого самоврядування у Новоград-Волинській міській раді і Новоград-Волинському районі Житомирської області Української РСР з адміністративним центром у селі Таращанка.

## Населені пункти
Сільській раді на час ліквідації були підпорядковані населені пункти:
- с. Княжа-Корецька;
- с. Таращанка.

## Історія та адміністративний устрій
Створена 1941 року в с. Таращанка Новоград-Волинської міської ради Житомирської області. З 1944 року на обліку значилося с. Княжа (Княжа-Корецька).
Станом на 1 вересня 1946 року сільська рада входила до складу Новоград-Волинської міської ради Житомирської області, на обліку в раді перебували села Княжа і Таращанка.
4 червня 1958 року, відповідно до указу Президії Верховної ради Української РСР «Про утворення Новоград-Волинського району Житомирської області», сільську раду включено до складу відновленого Новоград-Волинського району Житомирської області.
Ліквідована 5 березня 1959 року, відповідно до рішення Житомирського облвиконкому № 161 «Про ліквідацію та зміну адміністративно-територіального поділу окремих сільських рад області», територію та населені пункти ради передано до складу Пилиповицької сільської ради Новград-Волинського району Житомирської області.